# Moonachie, New Jersey
Moonachie, New Jersey (енгл. Moonachie) град је у америчкој савезној држави Њу Џерзи.

## Демографија
По попису из 2010. године број становника је 2.708, што је 46 (-1,7%) становника мање него 2000. године.
| Група             | 2000.         | 2010.         |
| Белци             | 2.143 (77,8%) | 1.708 (63,1%) |
| Афроамериканци    | 26 (0,9%)     | 38 (1,4%)     |
| Азијати           | 183 (6,6%)    | 272 (10,0%)   |
| Хиспаноамериканци | 349 (12,7%)   | 660 (24,4%)   |
| Укупно            | 2.754         | 2.708         |